# مفتاح سداسي

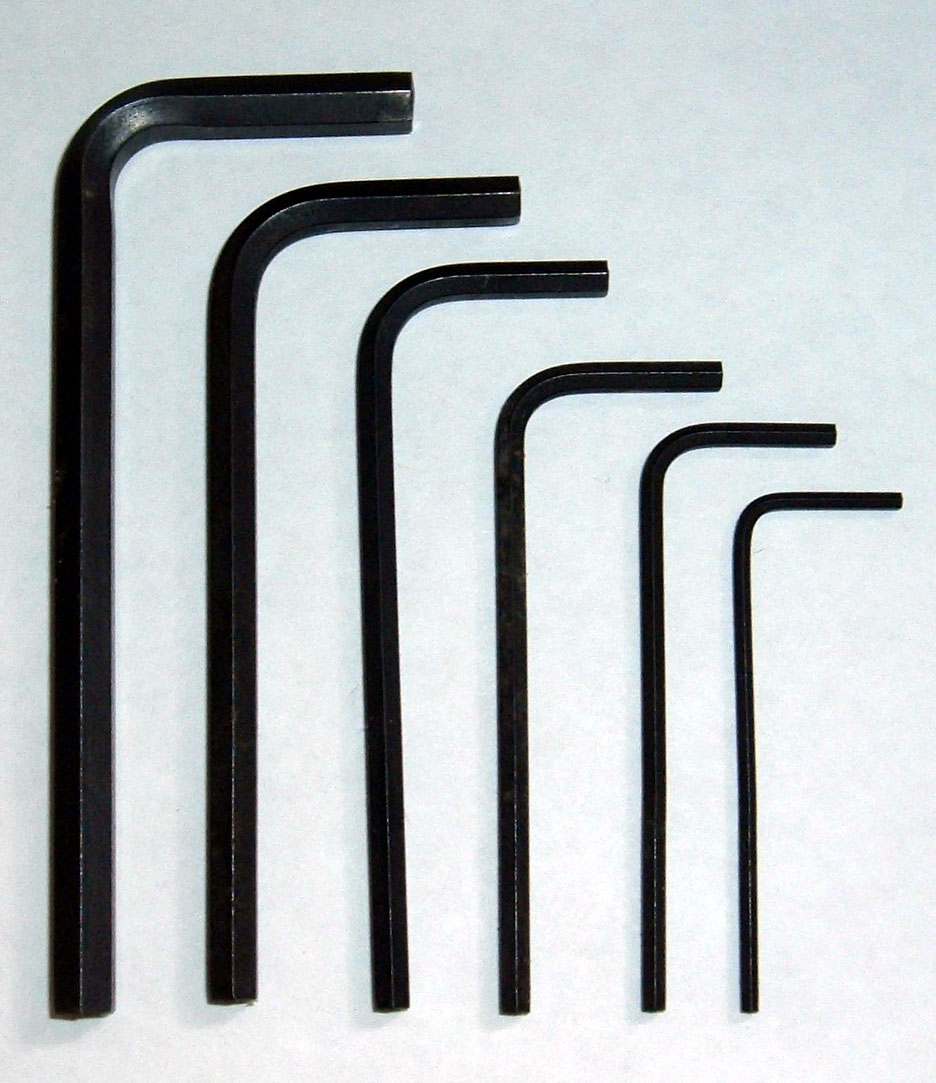
مفاتيح سداسية ذات مقاسات مختلفة.

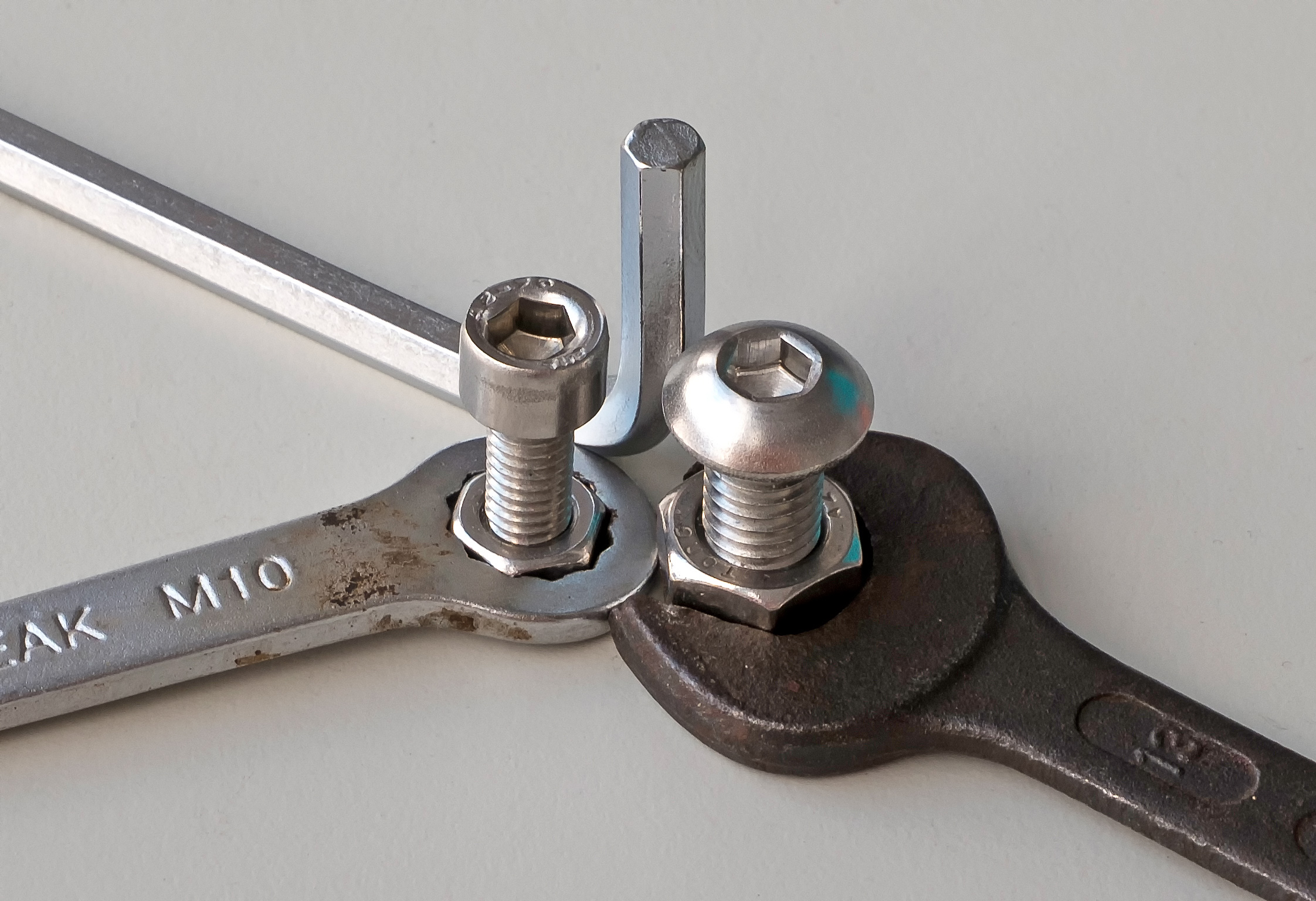
صورة لمفاتيح صوامل ومفتاح سداسي.

مفتاح سداسي (الجمع: مَفَاتِيْح سُدَاسِيَّة) هو أداة ذات مقطع عرضي سداسي الأضلاع، ويستخدم لفك نوع من الصواميل، والتي تكون مجوفة من الأعلى بشكل سداسي.